# Dionisije Njaradi

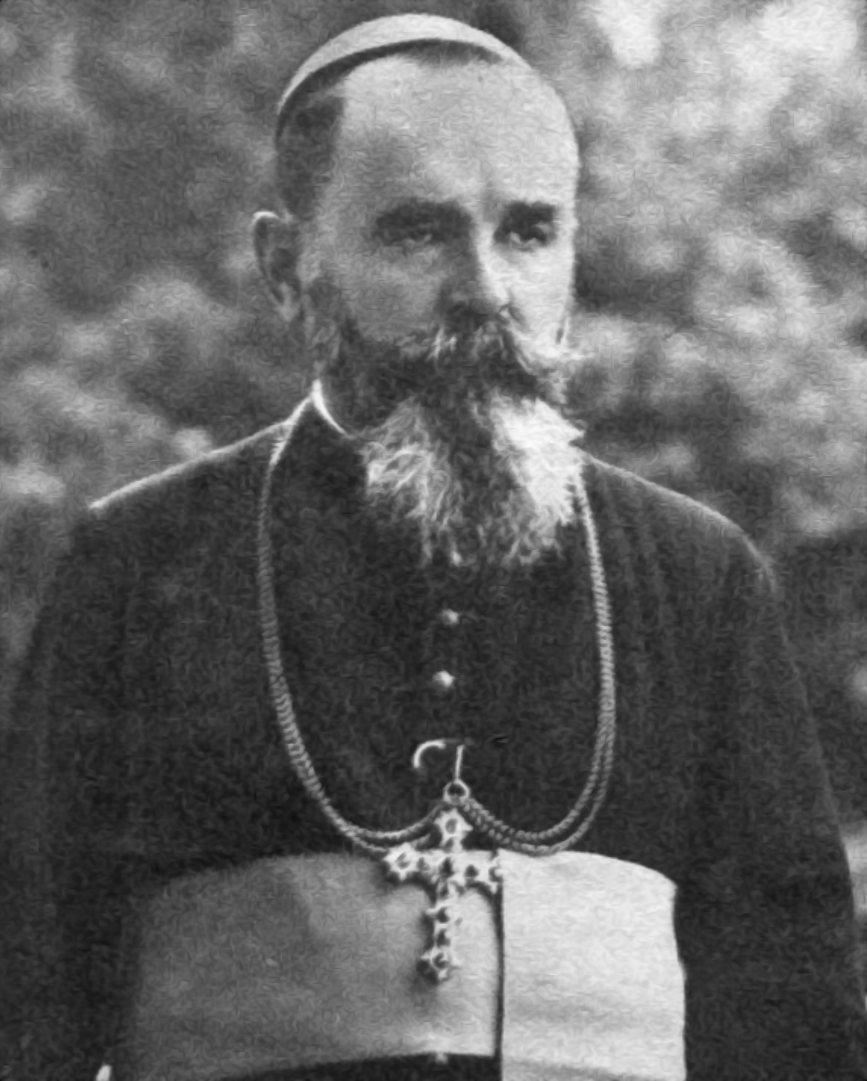
Dionisije Njaradi, Bischof von Križevci (1920–1940) Apostolischer Administrator von Prešov (1920–1927)

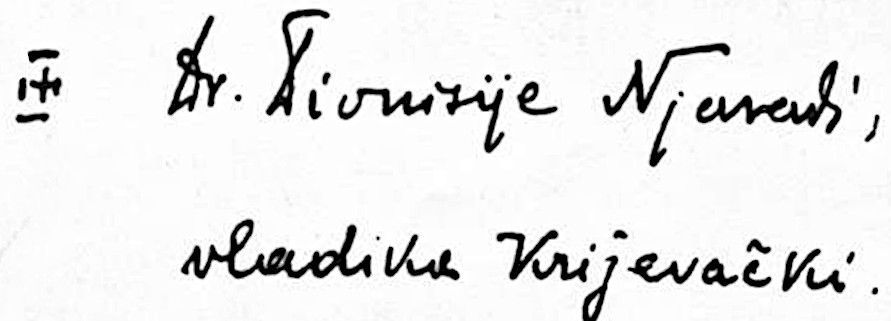
Unterschrift des Bischofs von Križevci (1923)

Dionizije Njaradi, unter anderem auch Dionisij Njaradi (* 10. Oktober 1874 in Rusky Kerestur, Batschka, damals Österreich-Ungarn, heute Serbien; † 14. April 1940 in Mrzlo Polje Žumberačko, Königreich Jugoslawien, heute Kroatien) war ein griechisch-katholischer Geistlicher. Er war von 1920 bis zu seinem Tod Bischof der griechisch-katholischen Eparchie Križevci.

## Leben
Dionisije Njaradi entstammte einer griechisch-katholischen Familie, die aus der Ostslowakei in die Region Batschka in der ungarischen Reichshälfte Österreich-Ungarns (heute im Norden Serbiens) übersiedelt war. Er gehörte zur Volksgruppe der Russinen (Ruthenen). Das Studium der Theologie in Zagreb schloss er 1898 mit dem Doktorat ab. Er empfing am 1. Januar 1899 die Priesterweihe. Danach war er Präfekt und später Rektor des Griechisch-katholischen Priesterseminars in Zagreb.
Am 5. Dezember 1914 erfolgte seine Ernennung zum Weihbischof in der griechisch-katholischen Diözese Križevci, zugleich wurde er zum Titularbischof von Abila in Palaestina ernannt. Die Eparchie Križevci (Kreutz) war in der Habsburgermonarchie für die unierten Katholiken des byzantinischen Ritus in Kroatien, Slawonien und Dalmatien zuständig. Die Bischofsweihe fand am 9. Januar 1915 in Rom statt, sein Hauptkonsekrator war Bischof Lazzaro Mladenoff (emeritierter Apostolischer Vikar von Makedonien). 
Nach dem Rücktritt des Bischofs Julije Drohobeczky wurde Dionisije Njaradi am 1. Mai 1920 zum Bischof von Križevci ernannt. Infolge der Auflösung Österreich-Ungarns lag seine Diözese im neuen Königreich der Serben, Kroaten und Slowenen, das sich ab 1929 Königreich Jugoslawien nannte. Sie wurde 1925 um die griechisch-katholischen Gemeinden in Bosnien und Herzegowina erweitert, die zuvor eine eigene Apostolische Administration gehabt hatten. Zusätzlich wurde Bischof Njaradi am 27. Oktober 1922 zum Apostolischen Administrator der vakanten griechisch-katholischen Eparchie Prešov in der Slowakei ernannt, die er bis zum Februar 1927 verwaltete.
Im Alter von 65 Jahren starb Bischof Dionisije Njaradi am 14. April 1940 während einer Visitation in der Pfarrei Mrzlo Polje im Žumberak-Gebirge. Gerüchte eines Giftmordes konnten durch eine sofortige Obduktion durch das Institut für Rechtsmedizin in Zagreb entkräftet werden. Hintergrund für die Gerüchte war ein langwieriger Konflikt zwischen dem Bischof, der eine pro-jugoslawische Politik vertrat, und ethnisch-kroatischen Priestern in der Žumberak-Region.